# 17è districte de París
El 17è districte és un dels vint districte de París, França. Es troba a la Riba Dreta del Sena. Hi ha dues zones molt actives: a la part nord, el districte obrer centrat a la Place de Clichy és una extensió del barri vermell de Pigalle; al sud, el districte de classe alta centrat a l'Avenue des Ternes, on es troba el Marché Poncelet, té un estil més Haussmannià.
El 17è districte també conté el Palais des Congrès de París, un gran centre d'exposicions amb un hotel-gratacel, el Concorde Lafayette.

## Geografia
El 17è districte té una àrea de 5,669 km².

## Demografia
El 17è districte va assolir la seva població màxima el 1954, quan tenia 231.987 habitants. Des d'aleshores, ha perdut una mica menys d'un terç de la seva població. A l'últim cens (1999), la població era de 160.860 habitants, i comptava amb 92.267 llocs de treball.
| Any (dels censos francesos) | Població | Densitat (hab. per km²) |
| --------------------------- | -------- | ----------------------- |
| 1954 (pic de població)      | 231 987  | 40 922                  |
| 1962                        | 227 687  | 40 164                  |
| 1968                        | 210 299  | 37 096                  |
| 1975                        | 186 293  | 32 862                  |
| 1982                        | 169 513  | 29 902                  |
| 1990                        | 161 935  | 28 565                  |
| 1999                        | 161 138  | 28 375                  |

## Barris
Cadascun dels vint districtes de París se subdivideix en quatre barris (quartiers). Aquests són els quatre barris del 17è districte:
- Quartier des Ternes
- Quartier de la Plaine Monceau
- Quartier des Batignolles
- Quartier des Épinettes

## Llocs d'interès
- Palais des Congrès i Hôtel Concorde Lafayette
- Parc Monceau
- Square des Batignolles
- Marché Poncelet

Carrers i places
- Place de Clichy i Avenue de Clichy
- Avenue des Ternes